# Burhan Aghlan
Burhan Aghlan (+ hivern del 1399 al 1400) fou príncep genguiskànida txagataïda al servei de Tamerlà.
El 1393 Tamerlà va saber que a Tikrit, una ciutat considerada gairebé impregnable, s'havien refugiat bandits, rebels i sediciosos des de feia temps i atacaven a les caravanes, especialment a les que anaven o venien d'Egipte i Síria i no solament les robaven sinó que mataven als viatgers i que cap governant ho havia pogut evitar. Tamerlà va enviar una expedició tenint al capdavant al príncep Burhan Aghlan i als amirs Yaik Sufi, Jalal Hamid, Shah Malik i Said Khoja que van anar a assetjar Tikrit (fou ocupada després de 17 dies de combat).
El 1394, en la lluista contra Kara Yusuf dels Kara Koyunlu, aquest va fugir de les tropes timúrides i Tamerlà va enviar a Burhan Aghlan com a cap de la cavalleria i acompanyat de Jahan Shah Bahadur i de Aybaji Aghlan en persecució de Kara Yusuf, però no el van atrapar. Tot seguit Burhan Aghlan, Hajji Saif al-Din Barles, Jahan Shah Bahadur i Osman Bahadur foren enviats a Samtskhe (Geòrgia) per saquejar sistemàticament les terres no musulmanes.
En la campanya de l'Índia, Tamerlà es va dirigir al Kafiristan i al arribar a Perjab, deu mil homes manats pel príncep Rustem i per l'amir Burhan Aghlan van agafar el camí de l'esquerra a la busca dels siapuxis, un poble hostil de la zona. El contingent de Rustem i Burhan va caure en una emboscada en un congost; Burhan va fugir sense combatre, cosa que va desmoralitzar a la tropa que va intentar fugir també però fou massacrada; entre els morts els amirs Shaikh Husayn Kurji, Dalat Shah Gebegi, i Adina. Com que Tamerlà no tenia notícies del príncep Rustem i de l'amir Burhan Aghlan, va enviar a l'amir Muhammad Azad a buscar-los amb 400 turcs i 300 tadjiks (els habitants nadius de Transoxiana que no eren ni turcs ni mongols). L'amir Azad va arribar a la fortalesa dels siapuxis, que estava deserta; va derrotar els siapuxis a la rodalia i els va arrabassar el botí que havien fet amb la columna de Rustem i Burhan; després va trobar a Burhan i als que havien pogut fugir i els va restituir les armadures i armes que havien perdut. Muhammad Azad va recomanar restar allí tota la nit però Burhan no li va fer cas i va marxar amb els seus homes. Yazdi diu que cap genguiskànida de la raça de Kayat havia fet mai una acció tan innoble i que ja en una guerra anterior havia fet un acte de covardia i Timur l'havia perdonat però aquest acte destruïa la seva reputació per sempre. Burhan Aghlan i Muhammad Azad van arribar al campament imperial per separat però Timur no va voler rebre al primer. En un moment que hi va coincidir el va tractar vergonyosament i finalment el va declarar criminal i el va expulsar de la cort (A Muhamad Azad en canvi li va donar diverses mostres d'afecte i un ascens).
Poc després, en la presentació dels tresors recaptats, que eren extraordinaris, l'amir Nur al-Din, va intercedir pel príncep Burhan Aghlan. Devia obtenir el perdó perquè Burhan Aghlan va participar en l'expedició a Geòrgia del hivern del 1399 al 1400. Yazdi situa durant aquest hivern l'execució de Burhan Aghlan, el príncep genguiskànida que havia fugit en un combat, al que inicialment havia perdonat; diu que també va tenir el mateix tractament el seu fill i que els bens, soldats i servidors es van assignar a Rustem Fulad.